# Call It Karma
Call It Karma war eine 2009 gegründete Post-Hardcore-/Screamo-Band aus Royal Oak, Michigan. Im Jahr 2012 gab die Gruppe bekannt sich aufzulösen.

## Geschichte
Die Gruppe wurde im Jahr 2009 in Royal Oak von den Musikern Sean Neumann (Gesang, auch bei This Romantic Tragedy), Dennis Tuohey (Gitarre), Johnny Norander (Synthesizer, Screaming), Ross Chatman (Gitarre), Matt Hoffman (Bass) und Eric Carne (Schlagzeug) ins Leben gerufen.
Bereits im Gründungsjahr brachte Call It Karma ihre Debüt-EP Oblivion's at Hand heraus, welches sich bis heute rund 2.000 mal verkaufte. Nachdem die Gruppe durch den Mitwesten des Landes tourte, kehrten die Musiker ins Studio zurück und brachten ein Jahr darauf ihre Nachfolge-EP Good Morning, Insomnia heraus.
Seither tourt die Gruppe durch die Vereinigten Staaten. Call It Karma spielte am 8. Juli 2011 auf der Detroit Local Stage im Rahmen der Vans Warped Tour in Detroit. Im August 2011 tourte die Gruppe gemeinsam mit The Paramedic und Crown the Empire durch Ohio, Indiana, Kentucky, Tennessee, South Carolina, Virginia, New Jersey, Pennsylvania, New York, Michigan und Illinois.
Eine Tour mit Too Late the Hero im Oktober 2011 musste nach den ersten Konzerten abgesagt werden.

## Diskografie
EPs
- 2009: Oblivion's at Hand
- 2010: Good Morning, Insomnia